# Jennifer (cràter)
Jennifer és un cràter d'impacte en el planeta Venus de 9,6 km de diàmetre. Porta el nom d'un antropònim grec, i el seu nom va ser aprovat per la Unió Astronòmica Internacional el 1994.